# Транссибирский экспресс (фильм, 2008)
«Транссибирский экспресс» (англ. Transsiberian) — фильм-триллер 2008 года режиссёра Брэда Андерсона. Совместное производство Великобритании, Германии, Испании и Литвы.

## Сюжет
Американская пара Рой и Джесси поедут на поезде из Пекина в Москву по пути домой из христианской миссии в Китае. Поезд едет по Транссибирской магистрали. Такой маршрут они выбрали ради получения новых впечатлений. Во время поездки они познакомятся с другой семейной парой, которая занимается менее богоугодными делами.

## Съёмки
Режиссёром было принято решение провести съёмки в Литве, а не в России, где происходит все действие картины, ради экономии бюджета. Железнодорожный вокзал Вильнюса стал Иркутском, а Клайпедский порт показали как Владивосток. Железнодорожный путь в лесу на окраинах Вильнюса стал сибирской тайгой. Кроме того, на съёмках использовались заброшенные ангары старой советской авиабазы ВВС в Шяуляе. Вблизи Вильнюса местные плотники сколотили из досок церковь.

## В ролях
- Вуди Харрельсон — Рой
- Эмили Мортимер — Джесси
- Бен Кингсли — Илья Гринько
- Кейт Мара — Эбби
- Эдуардо Норьега — Карлос Хименес
- Томас Кречман — Колзак
- Мак Макдональд — министр
- Миндаугас Папинигис — молодой детектив
- Миндаугас Капас — военный
- Валентинас Круликовскис — молодой официант
- Валера Канищев — русский охотник (в титрах не указан)
- Александр Петуховс — русский полицейский

## Отзывы кинокритиков
Тодд Маккарти отмечал, что фильм является современной, привлекательной мелодрамой. Фильму также посвящены обзоры:
- Jacobson, Harlan (19 янв 2008). «Sundance screening spotlight: 'Transsiberian'». USA Today. Проверено 23 янв 2008.
- Honeycutt, Kirk (21 янв 2008). '«Transsiberian» a thrill ride'. Reuters. Проверено 23 янв 2008.

В 2020 году журнал Maxim поставил фильм на 3-е место в списке «12 самых бредовых фильмов про Россию»: «Видали, конечно, мы клюкву и более дикую. Беда только в том, что, в отличие от комедий и экранизаций видеоигр, „Транссибирский экспресс“ — фильм, который подаёт себя с серьёзной многозначительностью на лице».